# 김삿갓면

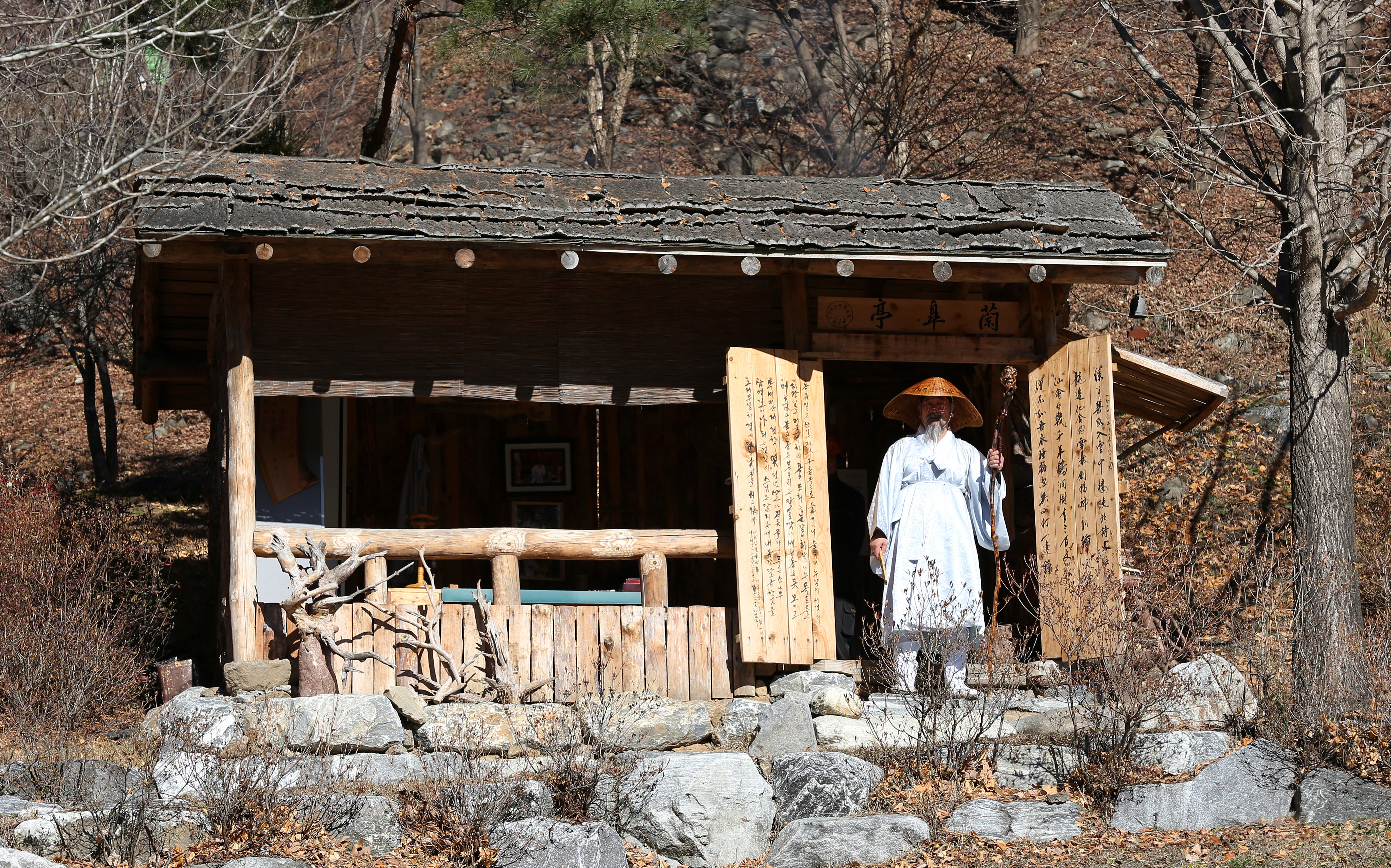
강원특별자치도 영월군 김삿갓면에 세워진 김삿갓 기념 조형물

김삿갓면은 대한민국 강원특별자치도 영월군의 면이다. 면적은 171.6 km2, 인구는 2015년 12월 말 주민등록 기준으로 1,755 명이다.

## 역사
- 조선시대 영월군 하동면(下東面)
- 영월군 김삿갓면으로 2009년 10월 20일 변경되었다. 명칭은 와석리에서 김삿갓으로 불리는 조선시대 시인 김병연의 묘가 발견되고 지역이 외부에 알려지게 된 것에서 유래하였다.

## 행정 구역
- 진별리(津別里)
- 각동리(角洞里)
- 대야리(大野里)
- 옥동리(玉洞里)
- 예밀리(禮密里)
- 주문리(注文里)
- 와석리(臥石里)
- 외룡리(外龍里)
- 내리(內里)

## 관광
- 내리계곡
- 김삿갓계곡

## 특산물
- 포도
- 느타리버섯
- 토종꿀

## 문화
- 조선민화박물관
- 난고김삿갓문학관
- 묵산미술박물관
- 호안다구박물관

## 자매 결연
- 인천광역시 남동구 만수2동

## 천연기념물
- 고씨굴